# Guina
Aguinaldo Roberto Gallon, dit Guina, est un footballeur brésilien né le 4 février 1958 à Ribeirão Preto.

## Carrière
- 1977-1981 : Vasco da Gama ( Brésil)
- 1981-1986 : Real Murcie ( Espagne)
- 1986-1987 : Belenenses ( Portugal)
- 1987-1990 : Tenerife ( Espagne)
- 1990-1991 : Elche CF ( Espagne)